# Dichrooscytus utahensis
Dichrooscytus utahensis är en insektsart som beskrevs av Knight 1968. Dichrooscytus utahensis ingår i släktet Dichrooscytus och familjen ängsskinnbaggar. Inga underarter finns listade i Catalogue of Life.